# 圣安德烈勒皮
圣安德烈勒皮（法語：Saint-André-le-Puy，法語發音：[sɛ̃.t‿ɑ̃dʁe lə pɥi]）是法国卢瓦尔省的一个市镇，位于该省中部，属于蒙布里松区。

## 地理
圣安德烈勒皮（45°38'44"N, 4°15'36"E）面积8.66 平方千米，位于法国奥弗涅-罗讷-阿尔卑斯大区卢瓦尔省，该省份为法国中南部省份，北起顺时针与索恩-卢瓦尔省、罗讷省、伊泽尔省、阿尔代什省、上盧瓦爾省、多姆山省和阿列省接壤。
与圣安德烈勒皮接壤的市镇（或旧市镇、城区）包括：福雷地区贝勒加德、屈济约、马尔克洛、蒙特龙莱班、圣西尔莱维涅。

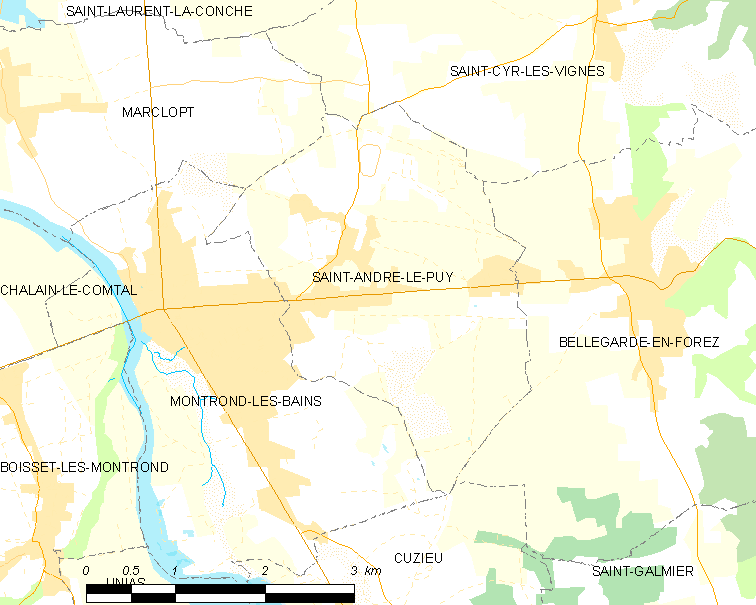
圣安德烈勒皮的OSM定位图

圣安德烈勒皮的时区为UTC+01:00、UTC+02:00（夏令时）。

## 行政
圣安德烈勒皮的邮政编码为42210，INSEE市镇编码为42200。

## 政治
圣安德烈勒皮所属的省级选区为昂德雷济约-布泰翁县。

## 人口

1962-2008年间圣安德烈勒皮人口变化图示

圣安德烈勒皮于2022年1月1日时的人口数量为1534人。